# Eccidio di via Aldrovandi
L'eccidio di via Aldrovandi è il linciaggio operato a Imola il 27 maggio 1945 ai danni dei brigatisti neri ritenuti responsabili dell'eccidio del pozzo Becca.
Il camion che trasportava i sedici prigionieri fascisti, prelevati a Verona, venne fermato dalla folla in via Aldrovandi, nei pressi della caserma dei Carabinieri di via Cosimo Morelli a Imola. I militari di scorta non riuscirono a impedire l'aggressione ai danni degli squadristi da parte della popolazione inferocita e di elementi della resistenza locale. In base alle testimonianze oculari, le fasi finali del linciaggio si svolsero all'interno della caserma dei Carabinieri. 
A questo fatto viene anche ricollegato il precedente eccidio di sei familiari di fascisti imolesi, avvenuto a Cologna Veneta il 26 maggio. Le vittime si trovavano, in qualità di sfollati, nell'ex-asilo infantile di via XX Settembre, quando furono prelevati da alcuni partigiani e fucilati sulle sponde del fiume Guà.

## Vittime dell'eccidio di Cologna Veneta
1. Iride Baldini, 36 anni
2. Alessandro Baldini, 16 anni
3. Luciana Minardi, 16 anni
4. Giuliano Ferri, 19 anni
5. Speranza Ravaioli, 31 anni
6. Amleto Tarabusi, 26 anni

## Vittime del linciaggio di via Aldrovandi
1. Pietro Trerè
2. Giuseppe Trerè
3. Luigi Cornazzani
4. Francesco Fedrigo
5. Ilario Folli
6. Augusto Baldini
7. Aniceto Bertozzi
8. Giovanni Caola
9. Francesco Mariani
10. Giulio Masi
11. Mario Minardi
12. Federico Ravaioli